# Національне радіо (Мавританія)
Radio Nationale (укр. Національне радіо) — національний радіомовник Мавританії. Воно працює під егідою державної медіакомпанії Radiodiffusion Télévision de Mauritanie (RTM). RTM контролює як радіо, так і телевізійне мовлення в країні.
Штаб-квартира знаходиться в Нуакшоті, Мавританія, на проспекті Гамаля Абдель Насера, навпроти штаб-квартири Wilaya de Nouakchott і поруч (на заході) з Ліцеєм гармашів Нуакшота.